# 松平勝茂
松平 勝茂（まつだいら かつしげ、生年不詳-天文2年3月20日（1533年4月14日））は、戦国時代前期の武将。通称越前守、太郎左衛門。

## 略歴
父長勝の忠死が賞され加恩を受けた。この頃には既に西三河に分出した安祥松平家への従属関係が明確化しており、勝茂は親忠・長親・清康に仕え、しばしば軍功を立てた。天文2年3月20日、広瀬城主三宅高貞、寺部城主鈴木重辰らと交戦し息子の信茂と共に討死した。法名祐泉、享年60余。墓所は晴暗寺（愛知県豊田市）。